# مع سبق الإصرار (فلم)
مع سبق الإصرار، هو فيلم جريمة درامي مصري تم إنتاجه عام 1979 وهو من إخراج أشرف فهمي ومن بطولة نور الشريف ومحمود ياسين وميرفت أمين وهدى رمزي.

## القصة
يفد مصيلحي إلى مدينة القاهرة في سبيل البحث عن الشخص الذي خدعه، وذلك بعد أن أنجبت عطيات زوجته رغم كل الشهادات الطبية التي تثبت عدم قدرته على عدم الإنجاب.

## طاقم العمل
تمثيل:
- نور الشريف
- محمود ياسين
- ميرفت أمين
- هدى رمزي
- توفيق الدقن
- أحمد خميس
- محمد صفوت
- نعيمة الصغير
- نبيل بدر
- هانم محمد
- عادل برهام
- أحمد أبو عبية
- حسين محمود
- هدى عبده

## روابط خارجية
- مقالات تستعمل روابط فنية بلا صلة مع ويكي بيانات